# Сретен Динић
Сретен Динић (Велики Шиљеговац, 1875 — Лесковац, 1949) био је писац и културно-просветни радник. Поред српског служио се француским и руским језиком.

## Биографија
Динић је основну школу учио у свом селу Великом Шиљеговцу, у подножју Јастрепца, од 1883. до 1887. године. Нижу гимназију похађао је у Крушевцу од 1887. до 1891. године. Године 1891. Динић се уписује у нишку Учитељску школу. Динић је школовање морао касније да настави у богословији. Након прве године богословије, постављен је за привременог учитеља у Бивољу код Крушевца, с тим да положи матуру идућег маја у алексиначкој Учитељској школи, која је те године била премештена из Београда у то место. Најзад, од 12. маја до 12. јуна 1897. године, у Учитељској школи у Алексинцу полагао је завршни учитељски испит и положио га са одличним успехом, само тројица са врло добрим, а остали са добрим, уколико нису одбијени. Од стране Министарства постављен је за учитеља у Кладушницу код Кладова. Његов рад се огледа у организовању сеоских задруга у селима у којима је службовао,у просвећивању народа,али и као песник,приповедач и као аутор дела за сценска извођења.
Динић је 1913. године постављен за школског надзорника лесковачког и власотиначког среза. У Лесковац је дошао 20. новембра 1913, и отада није мењао место свог службовања и рада.
Заједно са двојицом наизменичних председника општине, Мичетом Бабамилкићем и Стојаном Николићем, активно је укључен у решавању школских али и комуналних проблема Лесковца. Са почетком Првог светског рата и повлачењем, заједно са српском војском прелази Албанију. Доласком на Крф, учествовао је у оснивању државне штампарије и српских новина, а постао и члан редакције овог листа и његов први сарадник заједно са бранком Лазаревићем, Милутином Бојићем, Драгољубом Филиповићем и другима. У Српским новинама и Ратном дневнику, који је излазио у Солуну, Динић је објавио своје белешке о повлачењу српске војске. Дело је још одмах стављено на располагање француским публицистима, а пријатељ српског народа Жозеф Ренок користио га је за своја предавања на Сорбони о трагичној одисеји Срба кроз Албанију. Овај први спис о последњим месецима Србије у 1915. години и повлачењу усред зиме, после рата, издат је о трошку писца под насловом „Српска војска и бежање кроз Албанију и на Крфу”. Након што је оболео од маларије, 1917. године, упућен је у Француску на лечење, где ствара пријатељства са француским интелектуалцима. На народном универзитету који је основао у Френшвилу, нашим инвалидима држао је читаве циклусе предавања. У месту Полињи, Динић пред већим скупом говори на француском о страдању Срба при повлачењу кроз Албанију.

### Рад у Лесковцу
Динићев рад у Лесковцу био је богат и садржајан.
Након рата (1923. године) био је један од покретача иницијативе за оснивање Народног универзитета, чији је касније био активни сарадник. Један је од оснивача Народне књижнице и читаонице, првог професионалног позоришта (1926-1929) у коме је радио као управник. Био је и први управник „Академског позоришта у Лесковцу” основаног 1934. године.
Уређивао је часописе Лесковачки гласник и „Народни просветитељ” кога је покренуо у периоду 1928-1933.
Динић се залагао за отварање Музеја града, учествовао је у раду Грађанске касине и Певачког друштва „Бранко” где је био члан управе а био је и на челу градске здравствене задруге. Бавио се писањем драма а од његових шест текстова најпознатији је „Наша работа”, о лесковачком животу.
Преминуо је у Лесковцу, августа 1949. године, после дуге и тешке болести.

## Књижевна дела
Поред свих наведених послова, Динић се бавио и књижевношћу. Написао је преко 50 књига а био је сарадник и уредник значајних листова, часописа и зборника у то време („Српске новине”, „Лесковачки гласник”, „Народни просветитељ” и др.).
Нека од његових дела су:
- Студија „О народним учитељима,,
- Позоришна игра у седам слика „Косовски бој” објављено 1925 у Лесковцу
- Збирка песама „Јеци и одјеци” (Београд, 1905)
- Из царства мрака - Царство ракије, 1906,
- Царство мрака – Царство судбине, 1910. године.
- Уџбеник „Познавање природе за III и IV разред основне школе (Београд, 1910).
- Из царства лажне образованости, (Београд, 1913)
- Мој завичај, (Београд, 1926)
- Бугарска зверства у врањском округу ,две књиге објављене (1921),
- Аутобиографске белешке - Моје бројанице
- Комад „Ратно сироче” 1924 ,Лесковац
- Комад „Под маслинама на Крфу” (Београд, 1926) има два чина и написан је „по личним доживљајима и утисцима’’
- Комад у једном чину „Проглас уједињења” (Лесковац, 1930), где глорификује братство Срба, Хрвата и Словенаца.
- Збирка „Мали путници”,1921
- „Школска хигијена” добила је прву награду америчке мисије и исте године објављена у издању Министарства просвете (Београд, 1922).
- Књига „Школа живота’’
- Чаршија и култура - „књига за народно просвећивање’’